# Ricardo Maduro
Ricardo Rodolfo Maduro Joest (Panamá, Panamá; 20 de abril de 1946) es un economista y politico hondureño de padre panameño y madre de origen hondureño. Fue el 6º. presidente constitucional de la República de Honduras desde la constitución de 1982, entre el 27 de enero de 2002 hasta el 27 de enero de 2006.
Durante su gobierno combatió con resultados dudosos la violencia de las pandillas juveniles y obtuvo éxitos visibles en la estabilización de la economía y la reducción de la deuda externa, pero dejó intacto el problema de una pobreza de enorme magnitud. Adhirió a Honduras al CAFTA y despachó tropas al Irak.

## Biografía

### Estudios y formación como
Maduro nació en Panamá, de donde su padre es oriundo y mantenía actividad profesional. Su familia se estableció definitivamente en Tegucigalpa a finales de los años cuarenta, donde Ricardo Maduro realizó sus estudios primarios. Posteriormente fue enviado a Pensilvania, Estados Unidos, donde curso sus estudios secundarios. Prolongó su estancia hasta obtener su Licenciatura Economía en la Universidad de Stanford en 1969, a la que añadió una cualificación de posgrado en Ingeniería Industrial. Tantos años de formación en Estados Unidos le permitieron aprender muy bien el idioma inglés.
A su regreso a Honduras el joven Ricardo Maduro emprendió una boyante carrera empresarial en el sector privado. Se desempeñó como gerente general de la delegación en Honduras de la compañía de fotocopiado Xerox. Se volvió director ejecutivo de Inversiones la Paz en 1976, desde donde fundó, organizó y promovió de manera individual y colectiva varias empresas, como Aquacultivos de Honduras, Granjas Marinas San Bernardo, Jestereo, Comercial Ultramotor, Automundo, Fuji de Honduras, Banco de la Producción, Supermercados Todos, Centro Comercial Multiplazas y el Hotel Camino Real Intercontinental. Posteriormente inició sus propios negocios hasta conformar a comienzos de los años ochenta un emporio familiar que en el momento de su postulación presidencial incluía la importación de equipos de consumo, el comercio en los ramos de la alimentación y la automoción, y la acuicultura de camarones, sin descuidar las inversiones en proyectos turísticos e inmobiliarios.

### Inicios de su carrera política
Ricardo Maduro Joest comenzó su carrera política en torno a 1984, como miembro fundador del Movimiento de Unidad y Cambio a lo interno del Partido Nacional de Honduras (PNH), que llevó la candidatura de Rafael Callejas, quien perdió ante el liberal José Azcona Hoyo en las elecciones de 1985. El empresario volvió a dirigir la campaña presidencial de Callejas de 1989, quien en esta ocasión se impuso a Carlos Roberto Flores Facussé y gobernó de 1990 a 1994.
El presidente Callejas le retribuyó su eficiente colaboración nombrándole Presidente del Banco Central de Honduras (BCH) y coordinador del Gabinete Económico. Defensor del libre mercado y de las desregulaciones gratas al modelo neoliberal, Maduro fue el encargado de diseñar y luego supervisar las medidas cambiarías y fiscales en aras del ajuste estructural de la economía que demandaba el FMI.
En la elecciones de 1993, a petición de Callejas, Maduro renunció a sus aspiraciones de buscar una diputación al Congreso Nacional. El presidente deseaba mantenerlo al frente del BCH, sin embargo, no se opuso a que Maduro se postulara a diputado por Honduras en el Parlamento Centroamericano (Parlacen), donde logró un escaño. Tras el cambio de gobierno en enero de 1994, Maduro regresó a sus negocios empresariales, así como a ocupar el puesto de primer vocal dentro del Comité Central del PNH.

### Candidatura presidencial
El 4 de agosto de 1999, Ricardo Maduro anunció su decisión de presentarse a las primarias del PNH del año siguiente. Las encuestas rápidamente lo colocaron con amplia diferencia a la cabeza de los presidenciables, reflejo de una popularidad y una respetabilidad general, que en parte se relacionaba con la condena de la población a la tragedia personal que había vivido dos años atrás, cuando su hijo mayor fue asesinado producto del crimen organizado,

#### Impedimento de inscripción
Ante la popularidad de Maduro, el gobernante Partido Liberal de Honduras (PLH) emprendió una campaña para destacar su origen panameño y el rechazo a todo lo extranjero. Luego que Maduro inscribiera su movimiento Arriba Honduras, el PLH presentó, el 6 de octubre de 2000, una impugnación ante el Tribunal Nacional de Elecciones (TNE) pidiendo la revisión de la nacionalidad de Maduro y de los demás aspirantes a la presidencia. Días después, extendió su impugnación cuestionando la nacionalidad de la madre de Maduro. Anteriormente, el 4 de octubre, el TNE había excluido a un precandidato de ese movimiento, por lo que Maduro extendió ese mismo día una carta al Comisionado de los Derechos Humanos, Leo Valladares Lanza, preocupado ante la amenaza de una violación a su derecho de participar como candidato, como parte de una maniobra política del partido de gobierno. 
El dictamen del Comisionado fue emitido el 19 de octubre, cuando el TSE aun no había decidido sobre la impugnación presentada. Este concluyó como puntos principales:
1. Que Ricardo Maduro era legítimamente hondureño por nacimiento y que había ocupado por el lapso de 18 años cargos públicos que sólo un hondureños por nacimiento podría ocupar, sin haber sido cuestionado.
2. Que por los anterior y por haberse realizado la impugnación a último momento luego de 14 meses de funcionamiento del movimiento Arriba Honduras y por parte del partido en el poder; la impugnación parecía una maniobra política para impedir la participación de Maduro.

Y recomendó al TSE la inmediata inscripción del candidato nacionalista.
Ante la tensión política generada por la renuencia del TSE de inscribir a Maduro: el 3 de noviembre de 2000, el Gobierno y los dos partidos políticos en confrontación, más dos partidos minoritarios, firmaron un Acuerdo Patriótico, a instancias del presidente Flores. Mediante el Acuerdo se creó una Comisión de 3 juristas: uno nombrado por el PLH, otro por el PNH y otro nombrado de común acuerdo por los dos juristas anteriores; para determinar, entre otros asuntos, la nacionalidad de Maduro. El 22 de noviembre se escogió como tercer jurista al brasileño João Grandino Rodas. Los juristas comenzaron su análisis en Brasilia, el 26 de noviembre. El 30 de noviembre, y con la negativa del jurista liberal, la mayoría de juristas determinó que Ricardo Maduro era hondureño de nacimiento y cumplía con los requisitos para ser presidente de la República.
Sintiéndose arrinconado por el TSE, Maduro depuso temporalmente sus aspiraciones y designó en su lugar a su jefe de campaña, Luis Cosenza, quien se convirtió en el candidato presidencial "interino" mientras Maduro hacía valer su derecho. Cosenza obtuvo el 83 por ciento de los más de 800,000 votos registrados en las primarias.
Maduro asumió la presidencia del Comité Central del Partido Nacional, pues su movimiento ganó las internas, mientras que Cosenza puso su candidatura "a disposición" de su líder. El 12 de marzo de 2001, la mayoría liberal del Congreso aprobó una lectura constitucional que validaba la aspiración de Maduro y al día siguiente el TNE aceptó la renuncia de Cosenza e inscribió a Maduro como ganador de las primarias nacionalistas.

#### Campaña y comicios
Durante su campaña presidencial, Ricardo Maduro Joest destacó en su perfil de economista competente, bilingüe y con perspectiva internacional, capaz de vender Honduras hacia el exterior y de atraer inversiones. Basado en esto, Maduro se propuso crear un programa de Gobierno sustentado en pilares básicos para el desarrollo del país, como la re-negociación de la deuda externa, la creación de empleo y la reforma del sector educativo pero, fundamentalmente, centró su discurso en la promesa de luchar contra la pobreza y la delincuencia, auténticas lacras de la sociedad hondureña.
El 25 de noviembre de 2001 se llevaron a cabo las elecciones generales. Al final las propuestas hechas por el candidato nacionalista resultaron ser las más atractivas para los votantes. De esta manera, Maduro se impuso a su principal rival, Rafael Pineda Ponce del gobernante Partido Liberal con 52.21% de los votos (1,137,734 votos); contra el 44.26% por ciento de Pineda Ponce.

## Presidencia (2002-2006)
El 27 de enero de 2002, Ricardo Maduro Joest tomó posesión como sexto presidente constitucional de Honduras desde 1982. A la toma de posesión asistieron los presidentes de Colombia, Panamá, Costa Rica, Nicaragua, El Salvador, Guatemala y Belice. En su discurso, Maduro prometió que combatiría "con energía" la pobreza y la corrupción, y que reduciría la impunidad de los empleados públicos.

«He sido elegido para luchar primordialmente contra la inseguridad, el asesinato, el secuestro y el robo... y derrotar al delincuente, que hoy se siente impune».
Ricardo Maduro en su toma de posesión.

Elegido sobre una plataforma de «tolerancia cero» con la delincuencia en un país donde los jóvenes de la calle son omnipresentes, su presidencia se ha caracterizado por un aumento de los asesinatos inexplicables. Las estadísticas del gobierno muestran asesinatos en «circunstancias desconocidas» y «desapariciones», atribuidos por algunas organizaciones no gubernamentales a escuadrones de la muerte cuyos vínculos con el poder político hondureño siguen siendo inciertos. 
El 8 de febrero la policía incautó un formidable arsenal, incluidos lanzacohetes, que escondía una banda de secuestradores y atracadores que operaba en coordinación con los cárteles de la droga de México y Colombia, y que tenían su base de operaciones en Lempira, cerca de la frontera salvadoreña. El capturado jefe de la organización, el salvadoreño José Benedicto Villanueva Ortiz, se le imputó un plan para asesinar a Maduro el 25 de enero, aprovechando su venida a San Pedro Sula para presenciar la toma de posesión del nuevo alcalde. Con relación al supuesto atentado a su vida, el presidente Ricardo Maduro declaró que las pruebas presentadas no eran contundentes.
Este éxito inicial alentó al Ministerio de Seguridad Pública, encabezado por Óscar Álvarez, para aplicarse en la persecución de las maras —pandillas violentas típicas de países centroamericanos. El 7 de agosto de 2003 el Congreso Nacional de Honduras, liderado por el Partido Nacional, aprobó una reforma al Código Penal para castigar hasta con 12 años de cárcel a los miembros de las maras, se supone la reducción de las acciones de los pandilleros tendentes a agredir físicamente, dañar bienes, amenazar o extorsionar a personas, o cometer cualquier otro acto constitutivo de delito. A los pandilleros que no sean jefes se les pasó a sancionar con una pena “rebajada en un tercio” con respecto al castigo que recibirían los que dirigen a las maras.
Tomando como referencia los tatuajes empleados por los pandilleros para distinguir su condición, la Policía lanzó una vasta redada que sin embargo produjo dos efectos perniciosos. Por un lado, las detenciones masivas de mareros multiplicaron la población carcelaria y aumentaron el riesgo motines y enfrentamientos entre reclusos de bandas rivales, como el que en abril de 2003 devastó la Granja Penal El Porvenir, próxima a La Ceiba, donde 70 reos perecieron víctimas de los disparos o de las llamas en unas circunstancias que no quedaron del todo esclarecidas.
Por otro lado, las propias maras desafiaron al Gobierno de Maduro con actos de salvajismo, como el asesinato indiscriminado de pasajeros de autobuses de transporte urbano, tomados al asalto por comandos de pistoleros que disparaban contra los ocupantes a quemarropa. La peor de estas atrocidades, que dejó 28 cadáveres, tuvo lugar en San Pedro Sula el 23 de diciembre de 2004. La Policía Nacional acusó del crimen múltiple a la Mara Salvatrucha y, en efecto, las confesiones de personas detenidas y llevadas ante la justicia confirmaron esto. La masacre de San Pedro Sula propició un acalorado debate político sobre la oportunidad y necesidad de endurecer aún más el Código Penal, para castigar a los jefes de las maras con penas de hasta 30 años de cárcel e incluso restablecer la pena de muerte —derogada en 1946— para los condenados por delitos de extrema gravedad.

## Reconocimientos
- Empresario del Año en 1983, por parte de la Cámara de Comercio Hondureño-Americana (HAMCHAM), por su trayectoria innovadora.
- Hombre del Año, por parte de diario El Heraldo en 1991.
- Premio Boris Goldstein como el empresario más sobresaliente del año 1997, por parte de los Gerentes y Empresarios Asociados de Honduras (GEMAH).[4]

## Familia y vida privada
Sus padres son Osmond Levy Maduro Cardoze, judío y miembro de una destacada familia de empresarios y políticos panameños cuyos ancestros eran judíos holandeses emigrados al continente americano, y María Cristina Joest Midence, de nacionalidad hondureña, aunque nativa de Guatemala.
Estuvo casado por 25 años con la salvadoreña Miriam Andreu, de quien se divorció en 1996. Con ella tuvo 4 hijos: Carolina, Cecilia, Lorena y Ricardo Ernesto. Este último fue víctima del crimen organizado, siendo asesinado a sus 25 años en un intento de secuestro en San Pedro Sula el 23 de abril de 1997. A raíz de este incidente, el Congreso Nacional aprobó la modificación de la Constitución para introducir la cadena perpetua como pena máxima para los delitos de extrema gravedad. Maduro tiene actualmente cuatro nietos.
El último tercio del 2001, mientras se encontraba en campaña presidencial, conoció a la española Aguas Ocaña, quien se desempeñaba como canciller de la embajada de España en Tegucigalpa. Con ella contrajo matrimonio el 10 de octubre de 2002 en una ceremonia íntima a la que no tuvo acceso la prensa. Su proceso de divorcio comenzó en enero de 2006, por lo cual Ocaña no acompañó a Maduro al traspaso del mando presidencial el día 27 de ese mes, y al día siguiente ya se encontraba de vuelta en España con los tres hijos que la pareja había adoptado.
Maduro se casó nuevamente el 5 de diciembre de 2009 con la hondureña Melissa Callejas Cantero, después de casi tres años de noviazgo, en una ceremonia a la que tampoco tuvo acceso la prensa. Callejas es fundadora de la joyería Casa de Oro y tiene una hija de un anterior matrimonio llamada Giulia.